# Contigo hasta el final
«Contigo hasta el final» (С тобой до самого конца) — песня в исполнении испанской группы «El Sueño de Morfeo», с которой они представляли Испанию на конкурсе песни «Евровидение 2013». Авторами песни являются Давид Фейто, Ракель дель Росарио и Хуан Луис Суарес.

## Позиции в чартах
| Чарт (2013)          | Наивысшая позиция |
| -------------------- | ----------------- |
| Испания (PROMUSICAE) | 32                |